# Resultados do Carnaval de Juiz de Fora em 2009
Resultados do Carnaval de Juiz de Fora em 2009. A campeã do grupo especial foi a escola Unidos do Ladeira, que apresentou o enredo;  Do caminho do ouro à paisagem dos sonhos – Ibitipoca, a natureza em eterno movimento.
| Grupo Especial  | Grupo Especial                     | Grupo Especial | Grupo Especial | Grupo Especial |
| Colocação       | Escola                             | Pontos         | Nota           | Ref.           |
| --------------- | ---------------------------------- | -------------- | -------------- | -------------- |
| 1º              | Unidos do Ladeira                  | 109,6          |                | [ 1 ]          |
| 2º              | Mocidade Independente do Progresso | 109,4          |                | [ 1 ]          |
| 3º              | Real Grandeza                      | 109,1          |                | [ 1 ]          |
| 4º              | Juventude Imperial                 | 108,7          |                | [ 1 ]          |
| 5º              | União das Cores                    | 108,6          | Rebaixada      | [ 1 ]          |
| Grupo A         |                                    |                |                |                |
| Colocação       | Escola                             | Pontos         | Nota           | Ref.           |
| 1º              | Partido Alto                       | 109,9          | Promovida      | [ 1 ]          |
| 2º              | Vale do Paraibuna                  | 109,4          | Promovida      | [ 1 ]          |
| 3º              | Mocidade Alegre de São Mateus      | 108,4          |                | [ 1 ]          |
| 4º              | Feliz Lembrança                    | 107,9          |                | [ 1 ]          |
| 5º              | Rivais da Primavera                | 106,4          |                | [ 1 ]          |
| 6º              | Cacique de Lins                    | 105,1          | Rebaixada      | [ 1 ]          |
| Grupo de acesso |                                    |                |                |                |
| Colocação       | Escola                             | Pontos         | Nota           | Ref.           |
| 1º              | Águia de Ouro                      | 97,1           | Promovida      | [ 1 ]          |

- A Turunas do Riachuelo desistiu de desfilar.[1]